# Schloss Winkel

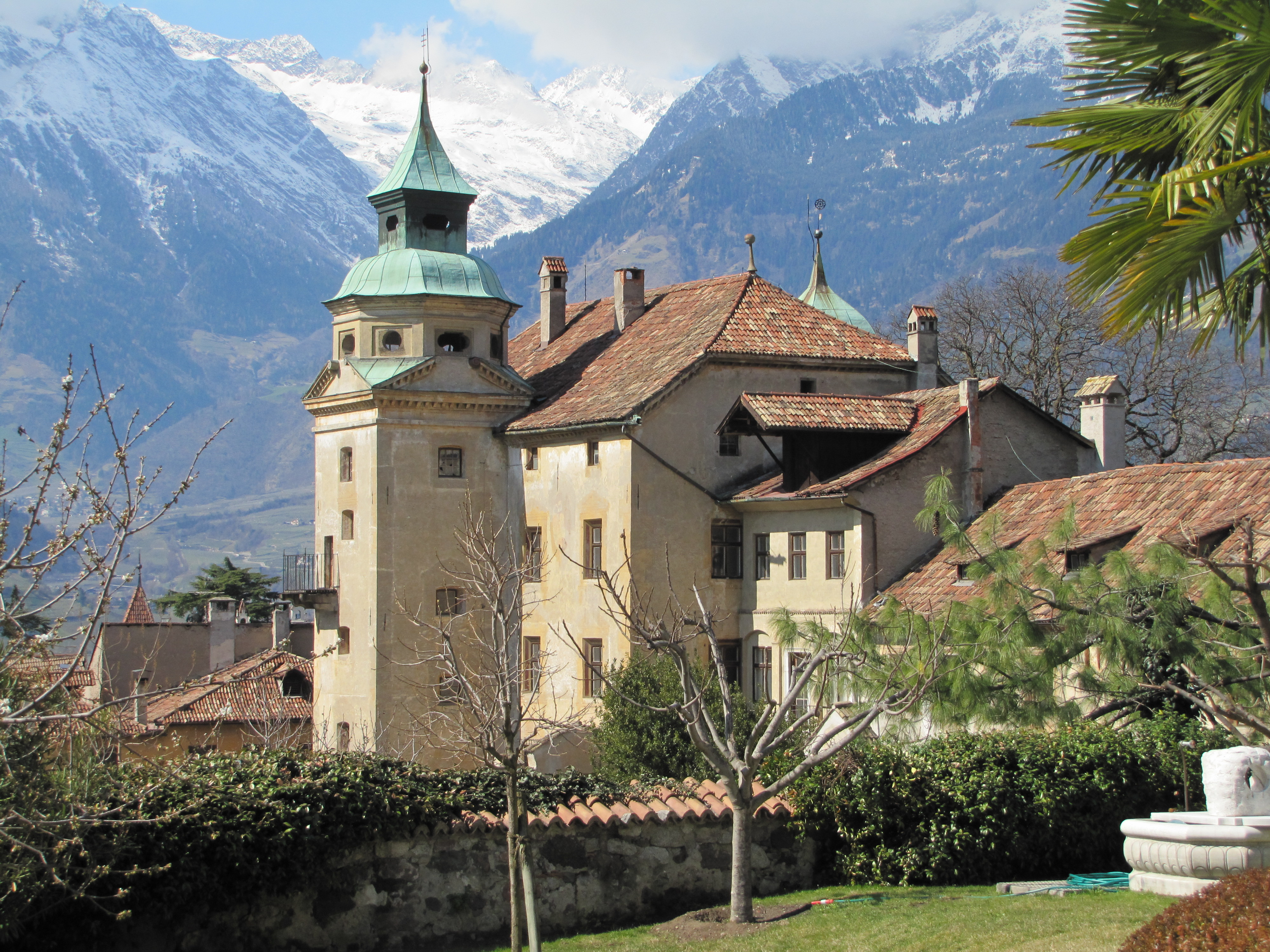
Schloss Winkel

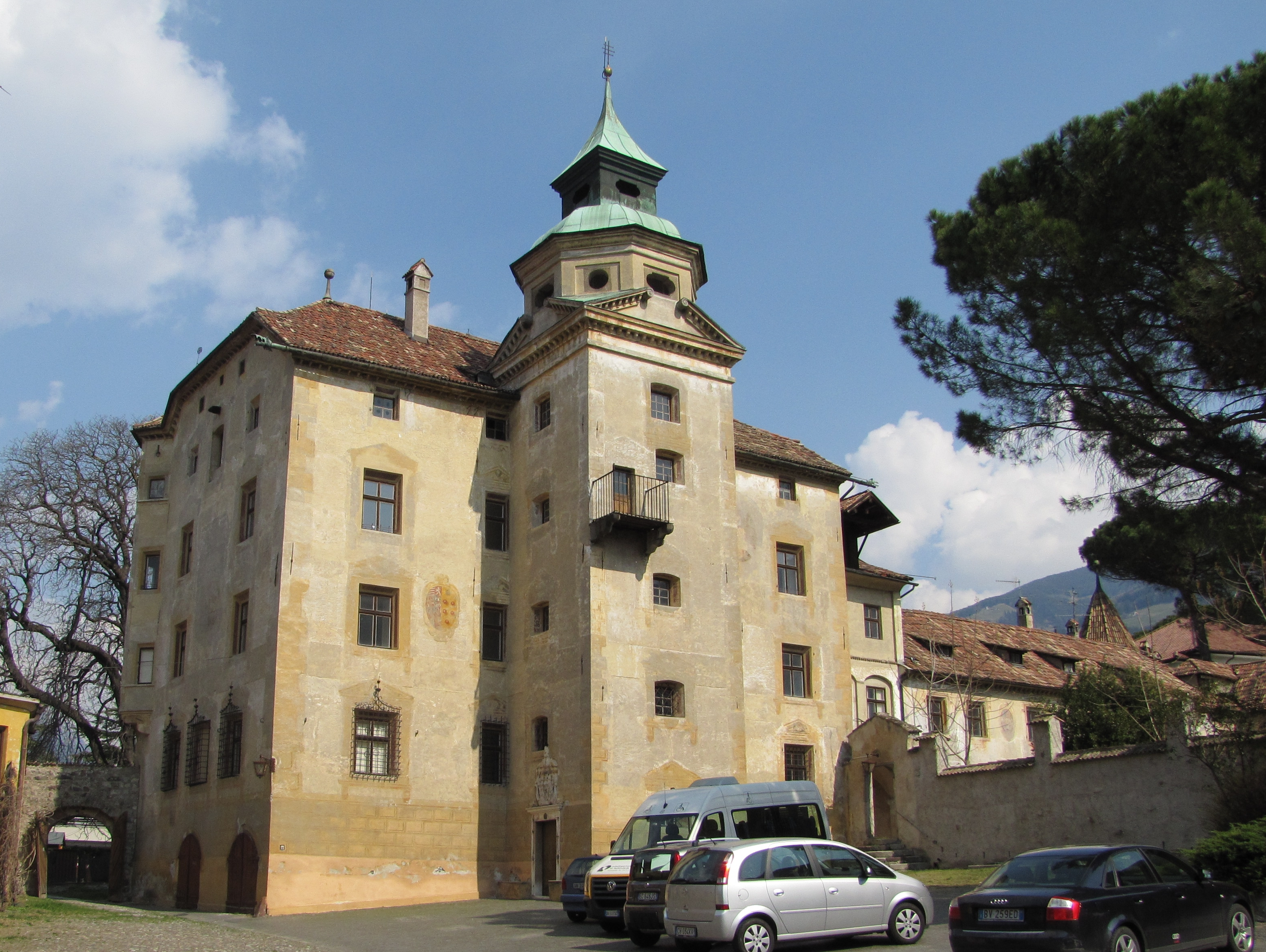
Blick auf Turm und Haupthaus von Südwesten

Schloss Winkel, auch Winkl geschrieben, ist ein denkmalgeschütztes Gebäude in Obermais in Meran.

## Geschichte
Das Anwesen soll auf Ulrich Winkl zurückgehen, der 1366 als Besitzer dieser Liegenschaft erwähnt wurde. Im 16. Jahrhundert gehörte Winkel den Herren von Heyerling. 1534 erscheint das Anwesen unter dem Namen Winklhoff. Der ursprüngliche Hof wurde 1612 oder 1613 von Quaranta zu Rametz an Eckhart von Rosenberg (Kammerdiener von Maximilian III. dem Deutschmeister) verkauft. Dieser ließ den Ansitz ausbauen, zog aber wenig später in sein  Schloss Rosenstein in Meran. 1632 kaufte Claudia de’ Medici das Gut von Bartlmä Mulet. Als Besitzer folgte 1648 Graf Peter Zenobio, von 1679 bis 1813 war die Familie von Spaur, ein südtiroler Adelsgeschlecht, Eigentümer. 1813 kaufte Urban Pitsch das Schloss mit seinen zahlreichen Liegenschaften. Pitsch wurde zu einem wohlhabenden Weinhändler, das Gut wurde nach dem Tod seines gleichnamigen Sohns in eine Stiftung überführt. 1934 wurde der Bozener Weinhändler Antonio Cembran Besitzer, Winkel blieb bis 2004 bei dessen Erben. Hier lebte, bis zu seinem Tod im Jahr 1994, der Künstler Franz Lenhart.
Das 1951 unter Denkmalschutz gestellte Schloss steht, in den Händen einer Baugesellschaft, seit längerer Zeit leer. Seit Ende der 2010er Jahre gab es immer wieder Vorfälle von illegaler Besetzung des Gebäudes durch Obdachlose, weshalb die Ordnungskräfte mehrmals tätig werden mussten.

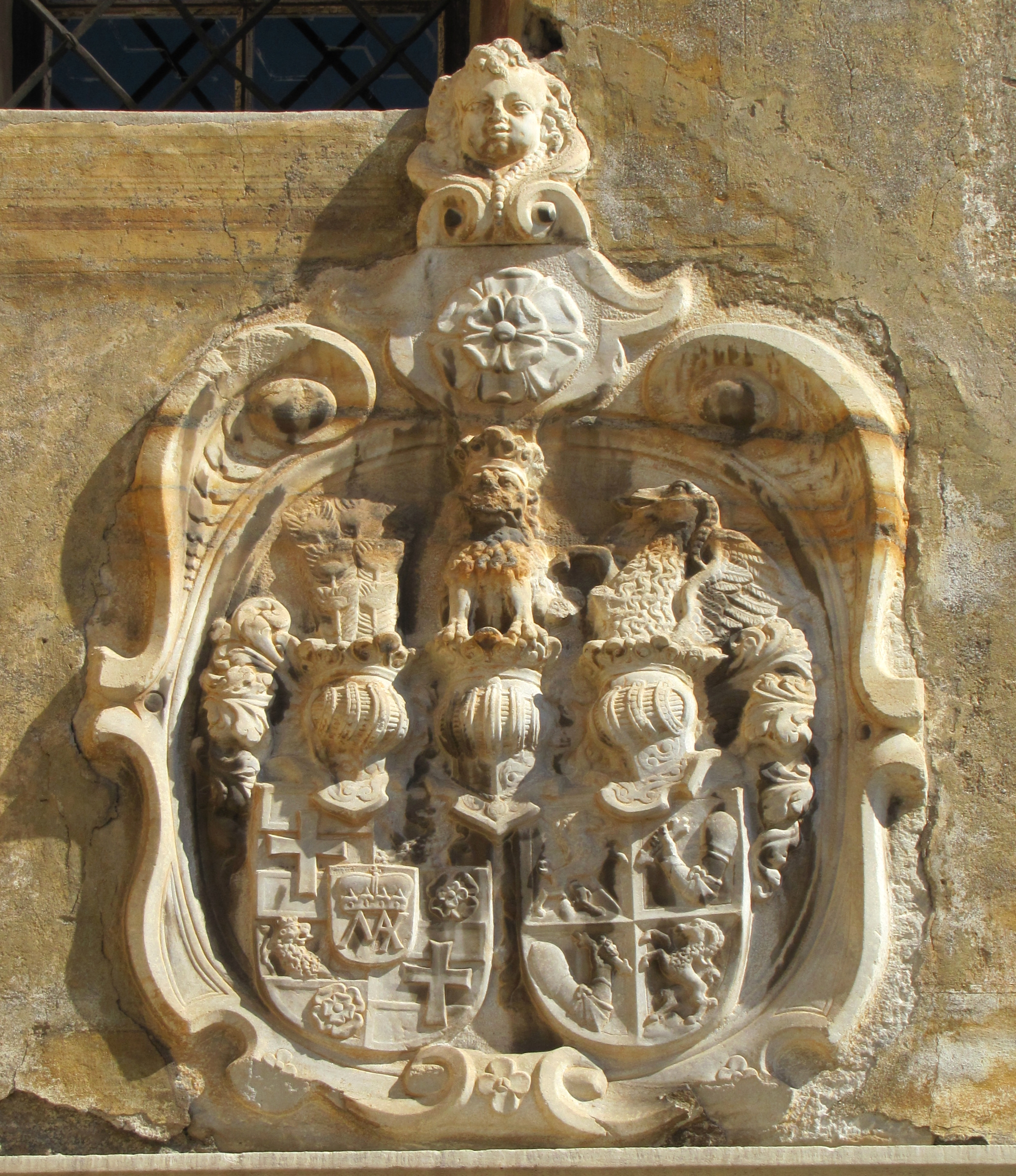
Allianzwappen Rosenberg und Pock am Turm
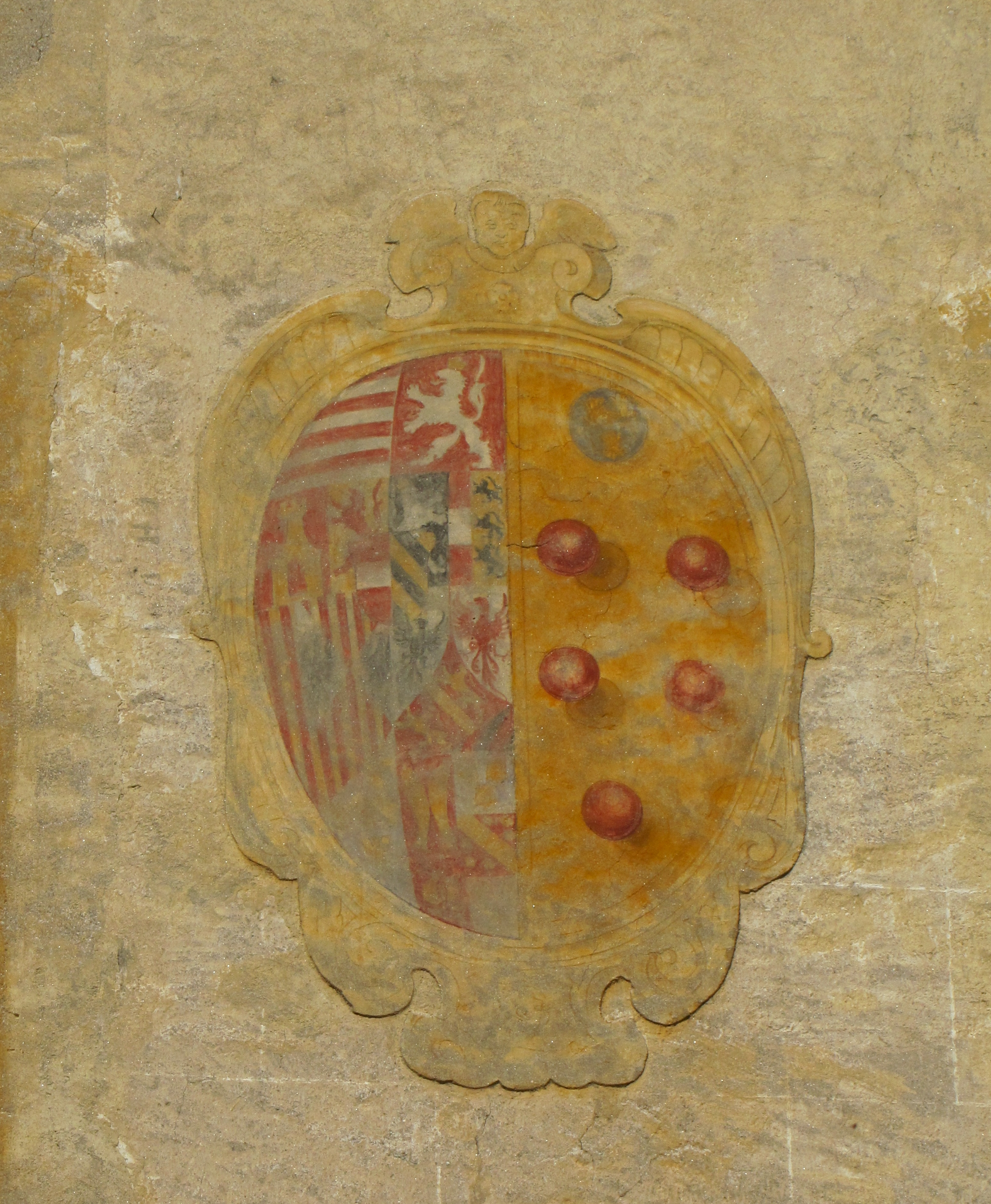
Gemaltes Wappen